# Фин Кидланд
Фин Ерлинг Кидланд (норв. Finn Erling Kydland; 1. децембар 1943) норвешки је економиста. Добитник је Нобелове награде за економију 2004. године „за доприносе динамичној макроекономији: временска конзистентност економске политике и покретачке снаге иза привредних циклуса” заједно са Едвардом Прескотом.